# East Norriton Township
Die East Norriton Township ist sowohl eine Township als auch ein Census - designated place im Montgomery County im US-amerikanischen Bundesstaat Pennsylvania. 
Die Township ist Bestandteil der Delaware Valley genannten Metropolregion um die etwa 30 Kilometer südlich gelegene Stadt Philadelphia.
Bei der Volkszählung im Jahr 2020 hatte die East Norriton Township 14.021 Einwohner, die sich auf 15,8 km² Fläche verteilten. 

## Geschichte
Townships sind als die ältesten politischen Untereinheiten der Countys in Pennsylvania. 
Im Rahmen der westwärts orientierten Besiedlung Nordamerikas entstanden erste Gemeinden zunächst in grenznahen Gebieten, ehe eine ausreichende Besiedlung dann zur Schaffung weiterer Landkreise führte.
East Norriton Township gehörte zum Gebiet einer durch William Penn gegründeten Stadt namens Williamstadt, aus der heraus sich das heutige Norristown entwickelte.
Das dazugehörige Land übertrug zuvor als Geschenk Penn an seinen Sohn William Penn jr., der es wiederum später 1689 an zwei Kaufleute aus Philadelphia, Isaac Norris und William Trent, für 850 Pfund Sterling verkaufte.
Acht Jahre danach erwarb Norris auch die Anteile am Land von Trent, wurde damit alleiniger Besitzer.
Bis 1730 blieb Norristown ein Gutshof von Williamstadt. Auf Bestreben der Einwohner wurde dann die Norriton Township herausgebildet. 
Das Barley Sheaf Inn wurde in den 1730er Jahren erbaut.
1909 entstand aus der Norriton Township durch Abtrennung die East Norriton Township als eigene Verwaltungseinheit.
Das Gebiet von East Norriton Township wurde vor allem durch deutsche Einwanderer besiedelt.
Bis zu den 1920er und 1930er Jahren war noch die Landwirtschaft in East Norriton Township prägend, ehe es dann zu einer verstärkten Ansiedlung von Industrie und Dienstleistungsbetrieben kam.

## Politik
Township Manager (Bürgermeister) der Gemeinde ist Helmuth Baerwald.

## Städtepartnerschaften
Die Gemeinde East Norriton Township unterhält seit 1991 eine Städtepartnerschaft mit dem Bezirk Treptow, seit 2001 Bezirk Treptow-Köpenick von Berlin.